# Louis Calhern
Louis Calhern (Nova Iorque, 19 de fevereiro de 1895 — Nara, 12 de maio de 1956) foi um ator estadunidense.
Por seu papel como Oliver Wendell Holmes em The Magnificent Yankee (1951), foi nomeado para um Óscar. 
Louis Calhern morreu de um súbito ataque cardíaco em Nara, Japão, durante as filmagens de The Teahouse of the August Moon (1956). 

## Filmografia parcial
- Night After Night (1932)
- Duck Soup (1933)
- The Affairs of Cellini (1934)
- The Count of Monte Cristo (1934)
- The Life of Emile Zola (1937)
- Fifth Avenue Girl (1939)
- Heaven Can Wait (1943)
- Up in Arms (1944)
- The Bridge of San Luis Rey (1944)
- Notorious (1946)
- The Red Pony (1949)
- The Red Danube (1949)
- Nancy Goes to Rio (1950)
- The Asphalt Jungle (1950)
- Annie Get Your Gun (1950)
- The Magnificent Yankee (1951)
- We're Not Married! (1952)
- The Prisoner of Zenda (1952)
- Julius Caesar (1953)
- Executive Suite (1954)
- Rapsodhy (1954)
- Betrayed (1954)
- The Student Prince (1954)
- Blackboard Jungle (1955)
- The Prodigal (1955)
- High Society (1956)